# Slesvigske hertuger
Listen viser de slesvigske eller sønderjyske jarler og hertuger frem til 1864. Hertugdømmet Sønderjylland var før et jarledømme, som med Knud Lavard skiftede navn til hertugdømmet. Efter 1386 blev begrebet Hertugdømmet Slesvig i stedet for Hertugdømmet Sønderjylland mere og mere almindelig.

## Jellingdynastiet

### Jarler
- 1058-1095 Oluf Hunger

### Første hertuger
- 1119-1131 Knud Lavard
- 1131-1134 Magnus den Stærke
- ca. 1150 Valdemar den Store
- 1157-1162 Knud Henriksen
- 1162-1167 Buris Henriksen
- til 1173 Christoph af Slesvig
- 1182-1202 Valdemar Sejr
- 1206-1215 Valdemar den Unge
- 1218-1231 Erik Plovpenning

### Abelslægten
- 1232-1252 Abel
- 1253-1257 Valdemar 3. af Slesvig
- 1259-1272 Erik 1. af Slesvig
- 1272-1312 Valdemar 4. af Slesvig
- 1312-1325 Erik 2. af Sønderjylland
- 1325-1326 Valdemar 5. Eriksen
- 1326-1329 Gerhard 3. af Holsten
- 1330-1365 Valdemar 5. Eriksen
- 1365-1375 Henrik af Sønderjylland

## Schauenburgere
- 1375-1386 Henrik 2. af Slesvig-Holsten og Klaus af Slesvig-Holsten tilfælles
- 1386-1404 Gerhard 2. af Slesvig (Gerhard 6. af Holsten)
- 1404-1427 Henrik 3. af Slesvig (Henrik 4. af Holsten)
- 1427-1459 Adolf 1. af Slesvig (Adolf 8. af Holsten)

## Oldenborgerne
- 1460-1481 Christian 1.
- 1481-1533 Frederik 1. og Hans af Danmark
- 1533-1544 Christian 3.

## Gottorperne
(samtidig med Oldenborgerne)
- 1544-1586 Adolf af Slesvig-Holsten-Gottorp
- 1586-1587 Frederik 2. af Slesvig-Holsten-Gottorp
- 1587-1590 Philip af Slesvig-Holsten-Gottorp
- 1590-1616 Johan Adolf af Slesvig-Holsten-Gottorp
- 1616-1659 Frederik 3. af Slesvig-Holsten-Gottorp
- 1659-1694 Christian Albrecht af Slesvig-Holsten-Gottorp
- 1694-1702 Frederik 4. af Slesvig-Holsten-Gottorp
- 1702-1713 Karl Frederik af Slesvig-Holsten-Gottorp

## Oldenborgerne
(indtil 1713 samtidig med Gottorperne)
- 1544-1559 Christian 3.
- 1559-1588 Frederik 2.
- 1588-1648 Christian 4.
- 1648-1670 Frederik 3.
- 1670-1699 Christian 5.
- 1713-1730 Frederik 4.
- 1730-1746 Christian 6.

| Portræt | Navn         | Tiltrådte | Fratrådte | Gift med                                                            | Relation til forgænger(e) |
| ------- | ------------ | --------- | --------- | ------------------------------------------------------------------- | ------------------------- |
|         | Frederik 5.  | 1746      | 1766      | Louise af Storbritannien Juliane Marie af Braunschweig-Wolfenbüttel | • søn af Christian 6.     |
|         | Christian 7. | 1766      | 1808      | Caroline Mathilde af Storbritannien                                 | • søn af Frederik 5.      |
|         | Frederik 6.  | 1808      | 1839      | Marie Sophie Frederikke af Hessen-Kassel                            | • søn af Christian 7.     |
|         | Christian 8. | 1839      | 1848      | Caroline Amalie af Augustenborg                                     | • sønnesøn af Frederik 5. |
|         | Frederik 7.  | 1848      | 1863      | Louise Rasmussen                                                    | • søn af Christian 8.     |

## Lyksborgerne
| Portræt | Navn         | Tiltrådte | Fratrådte | Gift med                | Relation til forgænger(e)             |
| ------- | ------------ | --------- | --------- | ----------------------- | ------------------------------------- |
|         | Christian 9. | 1863      | 1864      | Louise af Hessen-Kassel | • Gift med grandniece af Christian 8. |